# Leslie Valiant

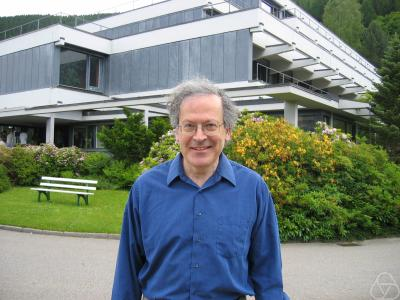
Leslie Valiant 2005 am Mathematischen Forschungsinstitut Oberwolfach

Leslie Gabriel Valiant (* 28. März 1949 in Budapest, Ungarn) ist ein britischer Informatiker und Turingpreisträger.

## Studium und Forschung
Valiant studierte an der University of Cambridge (King’s College), am Imperial College London und an der University of Warwick, wo er 1974 in Informatik bei Michael Paterson promovierte (Decision Procedures for Families of Deterministic Pushdown Automata). Danach war er an der Carnegie Mellon University, der University of Leeds und der University of Edinburgh. Ab 1982 lehrte er an der Harvard University, wo er zurzeit T. Jefferson Coolidge Professor für Informatik und Angewandte Mathematik ist.
Valiant beschäftigte sich besonders mit Komplexitätstheorie (Einführung von Sharp-P 1979), Computational learning theory (Einführung des PAC-Modells des Maschinenlernens: Probably Approximately Correct Learning), parallelem Rechnen, neuronalem Rechnen, Evolutions-Modellen und Künstlicher Intelligenz. Von ihm stammt das Konzept holographischer Algorithmen (auch accidental algorithms genannt).
Bei seiner Einführung von #P zeigte er, dass die Berechnung der Permanente #P-vollständig ist.
1985 bewies er mit Vijay Vazirani ein wichtiges Resultat der Komplexitätstheorie (Valiant-Vazirani-Theorem), dass wenn UNIQUE-SAT in P ist, die Komplexitätsklassen NP und RP (random polynomial) identisch sind.
Zu seinen Doktoranden zählt Mark Jerrum.

## Auszeichnungen
1986 erhielt er den Nevanlinna-Preis, 1997 den Knuth-Preis für Informatik, 2008 den EATCS-Award und 2010 den Turing Award. 2024 wurde er mit dem Basic Science Lifetime Award for Theoretical Computer Sciences ausgezeichnet.
Er ist Fellow der Royal Society, Mitglied der National Academy of Sciences und seit 2019 Auswärtiges Mitglied der Academia Europaea, seit 2022 Mitglied der American Academy of Arts and Sciences. 1983 war er Invited Speaker auf dem Internationalen Mathematikerkongress in Warschau (An algebraic approach to computational complexity).

## Schriften
- Circuits of the mind. Oxford University Press, 1994, 2000